# Liste der Naturdenkmale in Geisenheim
Die Liste der Naturdenkmale in Geisenheim nennt die auf dem Gebiet der Stadt Geisenheim im Rheingau-Taunus-Kreis gelegenen Naturdenkmale.

## Naturdenkmale
| Bild                          | Bezeichnung                  | Ortsteil, Lage                               | Beschreibung | Art          | Nr.  |
| ----------------------------- | ---------------------------- | -------------------------------------------- | ------------ | ------------ | ---- |
| mehr Fotos \| Fotos hochladen | Geisenheimer Linde           | Geisenheim 49° 58′ 58,2″ N, 7° 57′ 56,7″ O   |              | Linde        | 3/2  |
| Fotos hochladen               | Eiche an der Antoniuskapelle | Geisenheim 50° 0′ 18,2″ N, 7° 56′ 18,1″ O    |              | Eiche        | 3/3  |
| BW                            | Auwaldbiotop „Lachaue“       | Geisenheim 49° 58′ 40,3″ N, 7° 56′ 39,3″ O   |              |              | 3/6  |
| mehr Fotos \| Fotos hochladen | 6 Libanonzedern              | Johannisberg 50° 0′ 2,9″ N, 7° 59′ 5,1″ O    |              | Libanonzeder | 3/7  |
| BW                            | Baumbestand                  | Johannisberg 49° 59′ 44,9″ N, 7° 58′ 45,9″ O |              |              | 3/8  |
| BW                            | Biotop am Mühlpfad           | Johannisberg 50° 1′ 17,3″ N, 7° 57′ 15,6″ O  |              |              | 3/9  |
| BW                            | Platane (Kloster)            | Johannisberg 50° 0′ 7,8″ N, 7° 58′ 37,9″ O   |              | Platane      | 3/10 |